# Wayzata
Wayzata és una població dels Estats Units a l'estat de Minnesota. Segons el cens del 2000 tenia 4.113 habitants.

## Demografia
Segons el cens del 2000, Wayzata tenia 4.113 habitants, 1.929 habitatges, i 1.041 famílies. La densitat de població era de 499,4 habitants per km².
Dels 1.929 habitatges en un 20,9% hi vivien nens de menys de 18 anys, en un 46,6% hi vivien parelles casades, en un 5,3% dones solteres, i en un 46% no eren unitats familiars. En el 39,5% dels habitatges hi vivien persones soles el 17% de les quals corresponia a persones de 65 anys o més que vivien soles. El nombre mitjà de persones vivint en cada habitatge era de 2,06 i el nombre mitjà de persones que vivien en cada família era de 2,77.
Per edats la població es repartia de la següent manera: un 19,3% tenia menys de 18 anys, un 6% entre 18 i 24, un 25,8% entre 25 i 44, un 28,1% de 45 a 60 i un 20,8% 65 anys o més.
L'edat mediana era de 44 anys. Per cada 100 dones de 18 o més anys hi havia 83,6 homes.
La renda mediana per habitatge era de 65.833$ i la renda mediana per família de 96.859$. Els homes tenien una renda mediana de 51.000$ mentre que les dones 39.257$. La renda per capita de la població era de 63.859$. Cap de les famílies i el 2,3% de la població estaven per davall del llindar de pobresa.

## Poblacions més properes
El següent diagrama mostra les poblacions més properes.